# Indianapolis Capitols
Indianapolis Capitols var ett amerikanskt professionellt ishockeylag som spelade endast nio matcher under säsongen 1963-1964 i Central Professional Hockey League (CPHL). Deras hemmaarena var Indiana State Fairgrounds Coliseum och anledningen till lagets korta existens var på grund av ett läckage av propan i ISFC och som föranledde till att en explosion skedde med dödlig utgång, totalt omkom 81 personer medan uppemot 400 blev skadade samt att arenan fick så stora skador att den kunde inte användas. Capitols var samarbetspartner till NHL-organisationen Detroit Red Wings och efter händelsen beslutade Red Wings att Capitols skulle flytta till Cincinnati i Ohio och blev Cincinnati Wings.